# Estados Árabes Unidos
Estados Árabes Unidos (EAU) foi uma confederação de curta duração da República Árabe Unida (Egito e Síria) e o Iêmen do Norte, de 1958-1961.
A República Árabe Unida foi um estado soberano, formado pela união do Egito e da Síria em 1958. No mesmo ano, o Reino Mutawakkilite do Iêmen (Iêmen do Norte), que já havia assinado um pacto de defesa com o Egito, juntou-se ao novo estado, em uma confederação chamada de Estados Árabes Unidos. No entanto, ao contrário dos países membros da República Árabe Unida, o Iêmen permaneceu como um estado independente e soberano. Ele manteve a sua adesão como membro da Organização das Nações Unidas e separou as embaixadas, durante todo o período da confederação.
Nem a união nem a confederação cumpriram o seu papel como veículos do pan-arabismo e do nacionalismo, esta sendo dissolvida em 1961.